# Lübs (Poméranie-Occidentale)
Lübs est une municipalité allemande du land de Mecklembourg-Poméranie-Occidentale et l'arrondissement de Poméranie-Occidentale-Greifswald.

## Histoire
Le nom Lübs vient du mot slave Lipa (tilleul). Aux Slaves ont succédé des colons allemands venant de l’Ouest au cours du Drang nach Osten.
Le village, les terres et la forêt ont longtemps été après la Guerre de Trente Ans, et jusqu'à l'expropriation de 1945, la propriété des von Borcken ou von Borcke.
À côté de l'agriculture traditionnelle il s’y faisait aussi du commerce et différents métiers artisanaux.
L'église de Lübs, vieille de presque 500 ans, a été reconstruite en briques en 1897.
Le 1er janvier 1998 Lübs a été détaché de l’arrondissement de Poméranie-Occidentale-de-l'Est pour celui d'Uecker-Randow. Les deux arrondissements ont ensuite fusionné le 4 septembre 2011 pour former l'arrondissement de Poméranie-Occidentale-Greifswald.
À l’heure actuelle, l’attrait de la commune de Lübs, avant tout pour les jeunes familles, vient de ses conditions favorables et sa situation au calme dans la nature. Le tourisme y croît peu à peu, en raison surtout de sa proximité avec la lagune de Szczecin.